# Delfi Galbiati
Delfi Galbiati Araujo (Montevideo, 21 de octubre de 1944-12 de marzo de 2015) fue un actor de teatro uruguayo y cine, docente de teatro, maestro de ceremonias , locutor, modelo , dirigente

## Biografía
Debutó como actor en 1964 en el teatro independiente e integró el Club de Teatro y el Teatro Moderno, entre otros. Ingresó en 1973 a la Comedia Nacional. También trabajó como actor de voz y en producciones televisivas y cinematográfica de 1960 hasta su fallecimiento 
Su esposa fue la Diseñadora Vestuarista y Escenógrafa Tesa Cruzado, juntos trabajaron en teatro y cine
Actuó en obras y adaptaciones de autores como El misántropo, Las mujeres sabias, Georges Dandin y El enfermo imaginario de Molière; Electra y Filóctetes de Sófocles; Las troyanas de Eurípides; Fedra de Racine; Otelo, El mercader de Venecia y Macbeth de Shakespeare; El burlador de Sevilla y El convidado de piedra de Tirso de Molina; El caballero de Olmedo y El acero de Madrid de Lope de Vega; La vida es sueño de Calderón de la Barca; Las tres hermanas, El jardín de los cerezos y Platonov de Chéjov; M'hijo el dotor y Barranca abajo de Florencio Sánchez; La alondra de Jean Anouilh; El magnífico cornudo de Crommelynck; Doña Rosita la soltera de García Lorca; Un tranvía llamado deseo de Tennessee Williams; Tierra de nadie de Harold Pinter; El balcón de Jean Genet; Seis personajes en busca de autor y Los gigantes de la montaña de Pirandello; Las brujas de Salem y El último yanqui de Arthur Miller; Matar el tiempo de Carlos Gorostiza; El león ciego de Ernesto Herrera; La casa vacía de Juan Carlos Patrón; Los cuentos del final, Palabras en la arena y La esperanza S. A. de Carlos Manuel Varela; además de obras de Ira Levin, adaptaciones de obras de Kafka, Peter Weiss, Ariane Mnouchkine, Sławomir Mrożek, Gógol, Hugh Whitemore, Bulgákov, entre otros autores.
Fue dirigido por Carlos Aguilera, Alberto Candeau, Jorge Curi, Jorge Denevi, José Estruch, Omar Grasso, Jacobo Langsner, Antonio Larreta, Dumas Lerena, Levón, Carlos Denis Molina, Sergio Otermin, Sergio Renán, Júver Salcedo, Eduardo Schinca, Carlos Manuel Varela, Héctor Manuel Vidal, Imilce Viñas, Rubén Yáñez, Jaime Yavitz, Elena Zuasti, etc.
En febrero de 2012 se retiró de la Comedia Nacional en calidad de primer actor del elenco, con la obra Príncipe Azul de Eugenio Griffero y en la que compartía cartel con Levón, después de casi cuatro décadas de integrarla y haber participado en más de un centenar de obras.
Después de su retiro fue invitado a participar de dos obras de la Comedia Nacional: El tobogán de Jacobo Langsner (2013) y La visita (2014) de Dürrenmatt, dirigida por Sergio Renán.
Recibió cinco premios Florencio.
Además de su carrera actoral, también dirigió algunas obras de teatro y fue activista gremial en favor de los derechos de los actores y otros trabajadores relacionados con el mundo teatral.
Falleció víctima de cáncer y fue velado en el foyer del teatro Solís y sepultado en el cementerio del Norte. Debido a su fallecimiento, no alcanzó a estrenar la comedia Arcadia de Tom Stoppard, obra que preparaba dirigido por Jorge Denevi. En su homenaje, la temporada 2015 de la Comedia Nacional llevó su nombre.